# Malé Zbojnícke pleso
Malé Zbojnícke pleso je ledovcové jezero na Zbojnícke pláni v horní části Velké Studené doliny ve Vysokých Tatrách na Slovensku. Podle slovenského názvosloví je počítáno do skupiny Zbojníckych ples, zatímco podle polského názvosloví je počítáno do skupiny Sesterských ples. Má rozlohu 0,0415 ha. Dosahuje maximální hloubky 0,6 m a objemu 250 m³. Leží v nadmořské výšce 1966 m.

## Okolí
Pleso se nachází ve vzdálenosti 70 m nad  modrou turistickou značkou od Zbojnícke chaty směrem k Prielomu. Na jihozápad od plesa se nachází Prostredné Zbojnícke pleso.

## Vodní režim
Pleso nemá povrchový přítok ani odtok. Náleží k povodí Zbojníckeho potoka.

## Přístup
Pleso je veřejnosti přístupné každoročně v období od 16. června do 31. října. Pěší přístup je možný:
- po  modré turistické značce od Zbojnícke chaty.
- po  modré turistické značce z Lysé Poľany přes sedlo Prielom.